# Nicolas Manaudou
Pour les articles homonymes, voir Manaudou.
 (avril 2025).
Motif : aucune source centrée sur lui et la notoriét n'est pas contagieuse
- Archive Wikiwix
- Bing
- Cairn
- DuckDuckGo
- E. Universalis
- Gallica
- Google
- G. Books
- G. News
- G. Scholar
- Persée
- Qwant
- (zh) Baidu
- (ru) Yandex
- (wd) trouver des œuvres sur Wikidata

| 1. | Préciser le motif de la pose du bandeau. | Précisez le motif de la pose du bandeau en utilisant la syntaxe suivante : {{admissibilité à vérifier\|date=avril 2025\|motif=remplacez ce texte par le motif}}                       |
| 2. | Informer les utilisateurs concernés.     | Pensez à avertir le créateur de l'article, par exemple, en insérant le code ci-dessous sur sa page de discussion : {{subst:avertissement admissibilité à vérifier\|Nicolas Manaudou}} |

Nicolas Manaudou, né le 9 octobre 1985 à Villeurbanne, est un entraîneur de natation français de club « Ambérieu natation » de 2004 à 2014 à Ambérieu-en-Bugey, avant de devenir entraîneur à l'ASPTT Marseille depuis 2014.
Depuis septembre 2024 il est l'entraîneur du club des Pennes Mirabeau Natation.
Il est le frère aîné de Laure et Florent Manaudou, qu'il a tous deux entraînés.

## Carrière
À la suite des tensions apparues avec son entraîneur Paolo Penso, au club turinois de la presse Nuoto, Laure Manaudou rejoint son frère Nicolas, qui l'entraîne de septembre 2007 à janvier 2008, à Ambérieu-en-Bugey.
Nicolas Manaudou est également l'entraîneur de son frère Florent ; il l'entraîne au sein du club d'Ambérieu-en-Bugey. Sous sa direction, il devient champion de France cadets du 50 mètres nage libre en 2007. Lors des championnats de France de 2011, Florent termine deuxième du 50 mètres papillon et se qualifie sur cette distance aux Championnats du Monde de Shanghaï en juillet 2011 où il termine à la 5e place.
En 2011 toujours, Florent quitte le groupe d'entraînement de son frère pour rejoindre le Cercle des nageurs de Marseille et l'entraîneur Romain Barnier.
De 2014 à juin 2023, Nicolas Manaudou a été l'entraîneur de l'ASPTT Marseille natation.